# Uroleucon scrophulariae
Uroleucon scrophulariae är en insektsart. Uroleucon scrophulariae ingår i släktet Uroleucon och familjen långrörsbladlöss. Inga underarter finns listade i Catalogue of Life.